# Освета (ТВ серија из 2002)
Освета (шп. La venganza) колумбијско-америчка је теленовела, продукцијске куће Телемундо, снимана 2002.

## Синопсис
Пре 25 година, трагедија је обележила Еленин живот, када су јој саопштили да је њена ћерка рођена мртва.  Ипак, Елена која је сада већ жена средњих година, верује да поново може да буде срећна уз Луис Мигела Аризу, младог и префињеног човека, оца слатке девојчице, који ће ускоро постати њен муж.
Елена има хладну и амбициозну сестру Грасију, која је љубоморна на њу јер ужива сву очеву пажњу.  Она заводи Луис Мигела на броду на коме он слави своје момачко вече.  Луис сазнаје да је Грасија Хеленина сестра на сам дан венчања, када га она уцењује и манипулише њиме.
Елена је заказала венчање на дан када је њена ћерка требало да напуни 25 година, желећи тако да избрише бар делић туге која је прати од смрти вољеног детета. За то време, млада жена под именом Валентина, која живи са мајком и братом, одлучује да постане боксерка и тако финансијски помогне својој поридици.  Мора да буде на располагању Фернанду Валеругу, који организује борбе.  Управо у једном од мечева, Валентина задобија јак ударац и губи живот.
Нешто раније, Луис Мигел и Елена су се венчали, и за време прославе Грасија води пијаног младожењу у собу, намештајући ствари тако да их Елена види и помисли да је муж вара са рођеном сестром, што се и догоди. Сломљена Елена трчи осећајући се издано и пада на земљу, доживевши јак срчани напад.
Далеко одатле, Валентина је превезена у болницу где се буди збуњена. За кратко време схвата да је она у ствари Елена. Жена упада у кризу, јер се налази у туђем телу и не препознаје никога. Докторима говори ствари које они оправдавају чудним теоријама и збуњеношћу пацијенткиње. Хоспитализују је, али она успева да побегне. Очајна Елена тражи Тобаго Крисмас, свог спиритуалног водича, како би јој помогао да нађе објашњење за оно што се догодило.
Заробљена у туђем телу, Елена схвата да се на земљу вратила са једним циљем: да се освети супругу и сестри за издају која је проузроковала њену смрт.  Од тог тренутка водиће дупли живот - запослиће се у сопственој кући као дадиља Мигелове ћерке Маријанхел, а истовремено ће започети игру у којој ће мучити Грасију.
Али судбина је Елени спремила још једно изненађење. Игром случаја чује свог оца када каже да њена ћерка за коју је 25 година мислила да је мртва, никада није умрла, због чега она одлучује да је потражи.
Приморана да користи туђе тело, Елена ће натерати Луиса Мигела да се заљуби у њу, као део своје освете, како би га касије натерала да пати и зажали што је преварио, а истовремено ће дати све од себе како би пронашла своје давно изгубљено дете.

## Улоге
| Глумац:                 | Улога:            |
| ----------------------- | ----------------- |
| Габријела Спаник        | Валентина Дијаз   |
| Хосе Анхел Љамас        | Луис Мигел Ариза  |
| Катерине Сијачоке       | Грасија Фонтана   |
| Марија Елена Доехринг   | Елена Фонтана     |
| Орландо Мигел           | Фелипе Валеруго   |
| Барбара Гарофало        | Маријанхел Ариза  |
| Карлос Дуплат           | Данило Фонтана    |
| Хорхе Као               | Фернандо Валеруго |
| Марсела Карвахал        | Ракел де Валеруго |
| Луз Стела Луенгас       | Јаја              |
| Нури Флорез             | Тобаго Кристмас   |
| Марија Милагрос Руперто | Бренда Ле         |
| Ванеса Симон            | Жована            |
| Џон Кебаљос             | Росарио           |
| Педро Рендон            | Пакито            |
| Маргалида Кастро        | Консепсјон        |
| Луис Гиљермо Галвез     | Армандо           |
| Јури Перез              | Франки            |
| Ана Марија Абељо        | Адорасјон         |
| Нарен Дарјанани         | Алфредо Валеруго  |
| Виктор Родригез         | Ховито            |
| Хилио Састоке           | Ел Гордо (Сиксто) |
| Мари Луз                | Ампаро            |
| Ибет Замора             | Марија Т.         |
| Хулио дел Мар           | Педро Себастијан  |